# Microsoft Virtual PC
A Microsoft Virtual PC egy virtualizációs csomag a Microsoft Windows és a Mac OS operációs rendszerekre, melyet eredetileg a Connectix gyártott, majd később megvásárolt a Microsoft. A termék nevében a virtual szó jelentése: virtuális. (Röviden szólva: egy virtuális gép, vagy virtuális számítógép.)
A Virtual PC egy szabványos (IBM PC-kompatibilis) személyi számítógépet, és a hozzá tartozó hardvert emulálja. Így a legtöbb PC-re elérhető operációs rendszert képes futtatni, bár problémák merülhetnek fel az olyan ismeretlen operációs rendszer telepítésekor, melyet nem céloztak meg kifejezetten a Virtual PC fejlesztésekor. Így az emulált hardver sem biztos, hogy tökéletesen működik, de az is megeshet, hogy bizonyos operációs rendszerek egyáltalán nem futnak.
A Virtual PC első változatát eredetileg Macintosh-ra fejlesztették, és 1997 júniusában adták ki. Négy év múlva, 2001 júniusában kiadták az első Windowsra készült változatot, a 4.0-s verziószámút. A Microsoft Corporation később megszerezte a Virtual PC jogait a Connectixtől 2003 februárjában, valamint egy másik, még kiadatlan termékét ugyanettől a cégtől, a Virtual Serverét.
A jelenlegi változat Windows rendszerre a Microsoft Virtual PC 2007. Ennek megfelelője Macintosh platformra a 6.1-es verzió.
Hasonló konkurens termékek többek közt a VMware (csak x86-ra) és a Bochs (nyílt forráskódú).

## Külső hivatkozások
- Microsoft Virtual PC Windows rendszerre (angol nyelvű)
- Microsoft Virtual PC Mac rendszerre (angol nyelvű)
- Virtuális számítógépek minden mennyiségben – linkgyűjtemény